# أندي مكدونالد
أندي مكدونالد (بالإنجليزية: Andy McDonald)‏ هو سياسي بريطاني، ولد في 8 مارس 1958 بميدلزبرة في المملكة المتحدة. حزبياً، نشط في حزب العمال. في 2012 Middlesbrough by-election ‏، انتخب عضو برلمان المملكة المتحدة الـ55 عن دائرة ميديلزبورو وقد انضم خلال فترته النيابية ‏ (30 نوفمبر 2012 – 30 مارس 2015) للكتلة البرلمانية حزب العمال وفي الانتخابات العامة في المملكة المتحدة 2015، انتخب عضو برلمان المملكة المتحدة الـ56 عن دائرة ميديلزبورو وقد انضم خلال فترته النيابية ‏ (8 مايو 2015 – 3 مايو 2017) للكتلة البرلمانية حزب العمال وفي الانتخابات التشريعية البريطانية 2017، انتخب عضو برلمان المملكة المتحدة الـ57 عن دائرة ميديلزبورو وقد انضم خلال فترته النيابية ‏ (8 يونيو 2017 – ) للكتلة البرلمانية حزب العمال.